# Гуорка
Гуо́рка або Гво́рка (словац. Hôrka) — село в Словаччині, Попрадському окрузі Пряшівського краю. Розташоване в північній Словаччині на межі Левоцьких гір та Вікартовського горсту в долині Ґановського потока.
Вперше згадується у 1347 році.
В селі є ранньоготичний римо-католицький костел, зведений у середині XIII століття, перебудований у XVIII столітті.

## Населення
| Рік:            | 1994. | 2004.    | 2014.    | 2024.    |
| --------------- | ----- | -------- | -------- | -------- |
| Кількість осіб: | 1254  | 1557     | 1884     | 2155     |
| Різниця:        |       | +24,16 % | +21,00 % | +14,38 % |

| Рік:            | 2023. | 2024.   |
| --------------- | ----- | ------- |
| Кількість осіб: | 2158  | 2155    |
| Різниця:        |       | -0,13 % |

В селі проживає 1820 осіб.
Національний склад населення (за даними останнього перепису 2001 року):
- словаки — 97,39 %,
- цигани — 1,62 %,
- поляки — 0,14 %,
- чехи — 0,07 %,
- русини — 0,07 %,
- угорці — 0,07 %,

Склад населення за віровизнанням станом на 2001 рік:
- римо-католики — 93,29 %,
- протестанти — 1,69 %,
- греко-католики — 0,28 %,
- не вважають себе віруючими або не належать до жодної вищезгаданої церкви- 4,73 %